# Alegeri generale în Spania, 1989
Alegerile generale au avut loc în Spania la data de 29 octombrie 1989.

## Rezultate

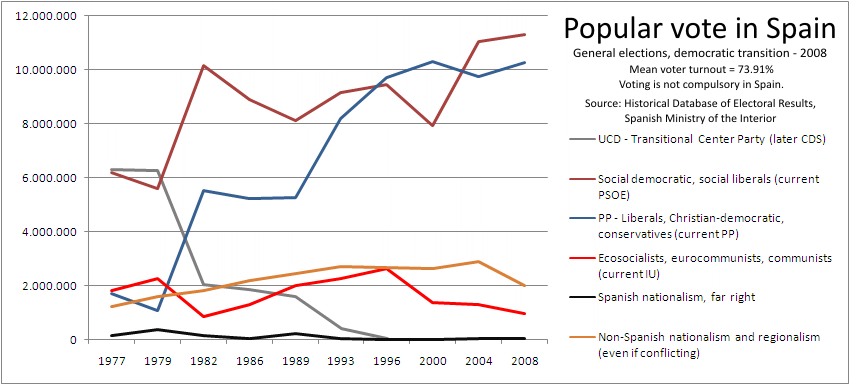
Evoluția votului popular în cadrul alegerilor generale spaniole din timpul tranziției democratice până în 2008. Prezența la vot este de obicei mare.

| ← Alegerile generale în Spania, 29 octombrie 1989 →                                          |                                 |                      |                |
| Partid                                                                                       | Voturi                          | %                    | locuri         |
| Partidul Socialist Muncitoresc Spaniol(PSOE) + Partidele Socialiste din Catalonia (PSC-PSOE) | 8115568 (6,991,593 + 1,123,975) | 39,87 (34.35 + 5,52) | 175 (155 + 20) |
| Partidul Umanist (PP)                                                                        | 5,117,049                       | 25.14                | 101            |
| Uniunea de Stânga (IU)                                                                       | 1,627,136                       | 8.00                 | 14             |
| Centrul Democratic și Social (CDS)                                                           | 1,617,716                       | 7.89                 | 14             |
| Convergență și Uniune (CiU)                                                                  | 1,032,243                       | 5.04                 | 18             |
| Partidul Naționalist Basc (EAJ-PNV)                                                          | 252,119                         | 1.24                 | 5              |
| Inițiativa Cataloniei (IC)                                                                   | 231,452                         | 1.14                 | 3              |
| Herri Batasuna (HB)                                                                          | 217,278                         | 1.07                 | 4              |
| Partidul Andaluzian (PA)                                                                     | 212,687                         | 1.05                 | 2              |
| Uniunea Valenciană (UV)                                                                      | 144,924                         | 0.71                 | 2              |
| Solidaritatea Bască (EA)                                                                     | 136,955                         | 0.67                 | 2              |
| Stânga bască (EE)                                                                            | 105,238                         | 0.52                 | 2              |
| Uniunea navarezilor - Coaliția PP (UPN-PP)                                                   | 92,216                          | 0.45                 | 3              |
| PP - Coaliția Centrul Galiciei (PP-CG)                                                       | 76,707                          | 0.38                 | 3              |
| Partidul Regional Aragon (PAR)                                                               | 71,733                          | 0.35                 | 1              |
| Grupurile Independente din Canare (AIC)                                                      | 64,767                          | 0,32                 | 1              |
| Altele                                                                                       | 1,236,099                       | 6.07                 | -              |